# بيتر توث (لاعب كرة قدم مواليد 2001)
بيتر توث (بالمجرية: Tóth Péter)‏ هو لاعب كرة قدم مجري في مركز الوسط، ولد في 10 أبريل 2001 في جيولا في المجر. لعب مع نادي بودابست هونفيد.